# Anjos (stacja metra)
Anjos – stacja metra w Lizbonie, na linii Verde. Została otwarta 28 września 1966 wraz ze stacją Intendente w ramach rozbudowy tej linii do strefy Anjos.
Ta stacja znajduje się przy Avenida Almirante Reis, w pobliżu skrzyżowania z Rua de Angola, zapewniając dostęp do siedziby Akademii Wojskowej. Oryginalny projekt architektoniczny (1966) jest autorstwa architekta Dinisa Gomesa i malarki Marii Keil. W dniu 15 listopada 1982 ukończono rozbudowę stacji na podstawie projektu Jorge Sancheza i malarza Rogério Ribeiro. Rozbudowa stacji przyczyniła się do rozbudowy peronów i budowy nowego atrium.